# 警棍

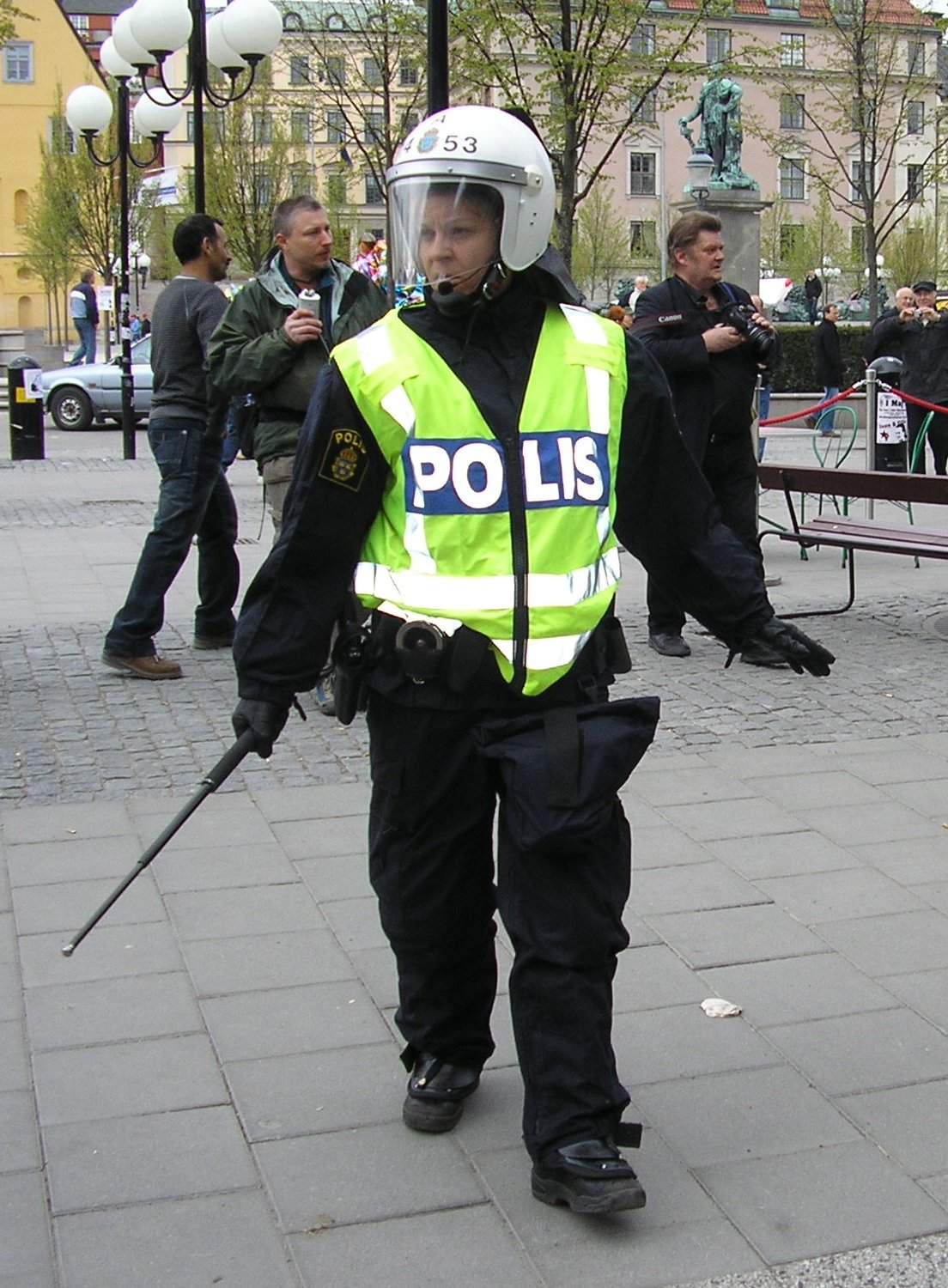
手持伸縮警棍（甩棍）的瑞典鎮暴女警

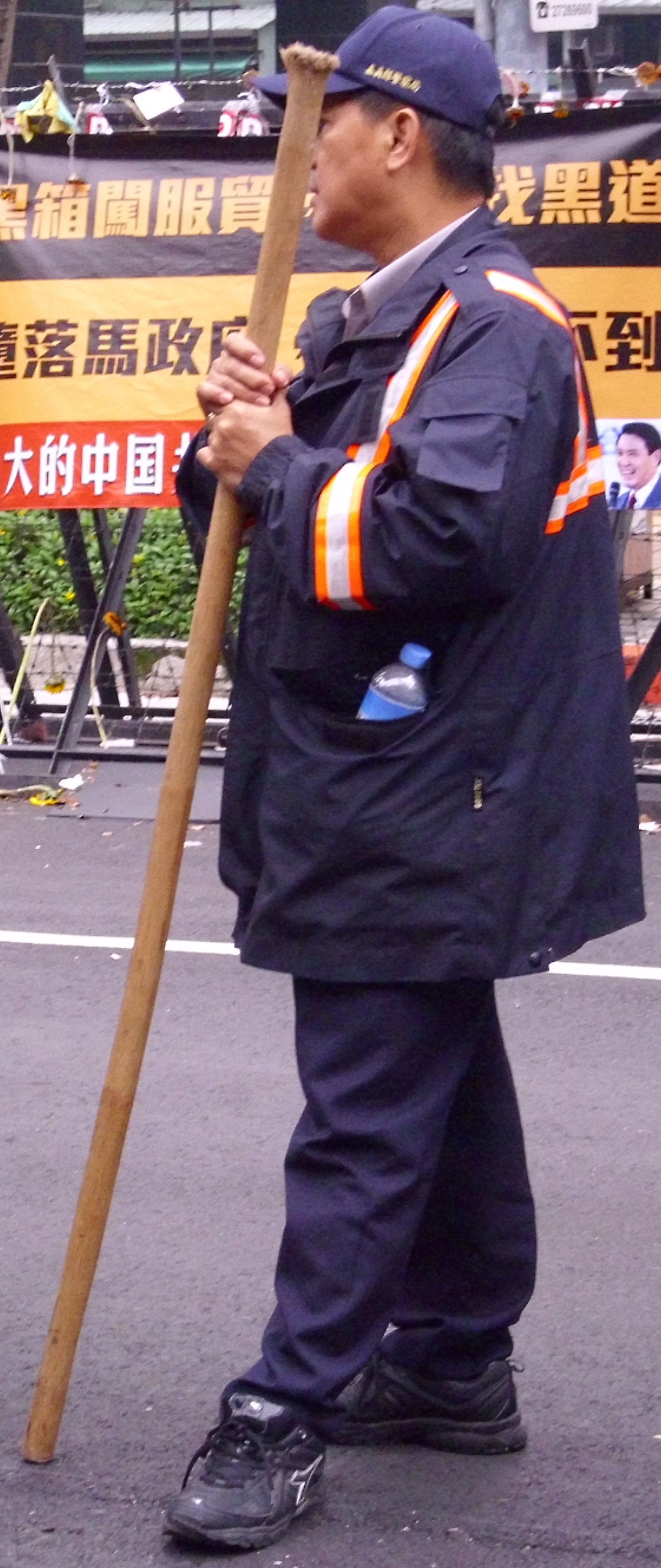
手持長警棍的臺灣警察

警棍是一種棍型的警用武器，可攻擊可防守。

## 種類
警棍的種類多，可以是木或金屬等所製，亦有拐種，此外，亦有部分警棍被改裝至擁有更大的攻擊力，包括裝有火器、噴霧器、電擊或催淚等等。
因為最常用於警察裝備，所以名為警棍。在1960年代，美國警察甚至出現過雙節棍，可是最後不獲取用。

### 直棍

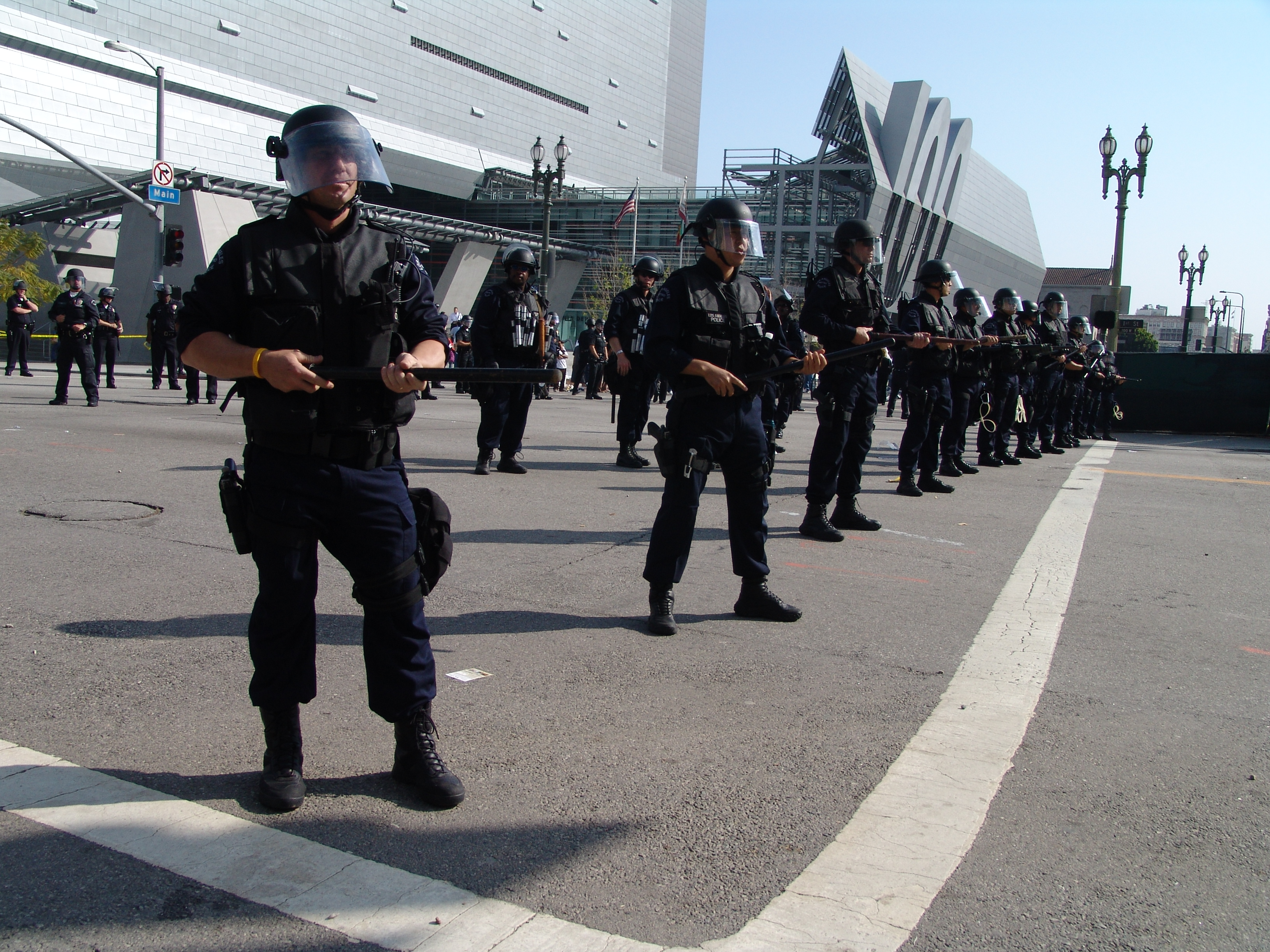
洛杉磯警署鎮暴警察在示威活動中手持直棍

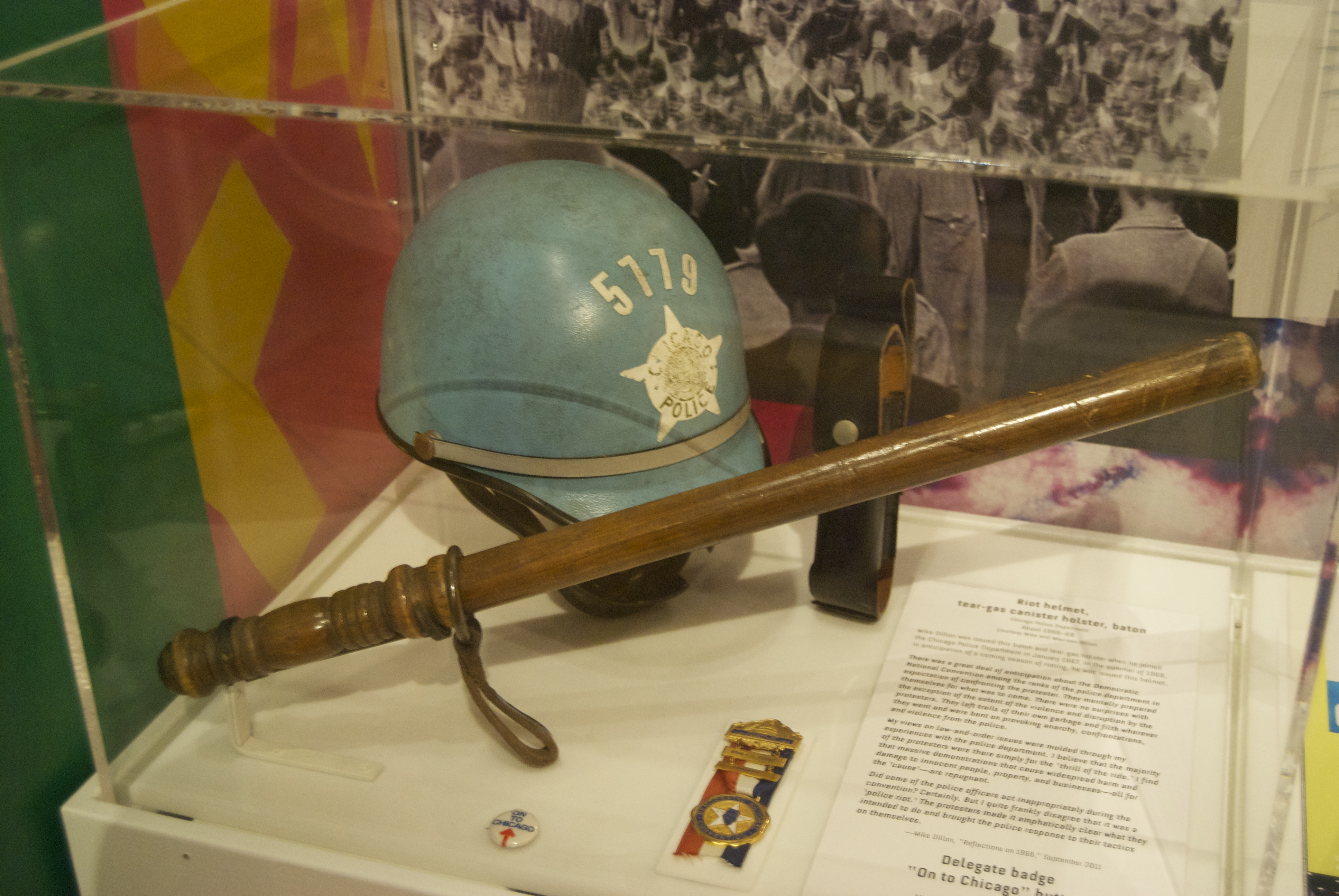
1968年芝加哥警察配備的直棍式警棍

筆直且長度固定的警棍，是歷史最悠久且構造最簡單的警棍類型，除了以實木打造外，現代常用的材質還有鋁、塑料、橡膠。長度範圍從少於1呎(30.48公分)的短棍，到長36英寸(91公分)以上的防暴棍(常被用於人群控制或被騎警所配備)
與其他類型的警棍相比，直棍大多都較笨重，且會在棍身末端(打擊點)增加重量。雖然這會降低敏捷度，但就理論來說，這能夠增加打擊的動能。大部分的執法單位已經將直棍替換成其他警棍，因為其方便攜帶性較低，還有為了不要讓在社區內服務的執法人員看起來那麼具威脅性。

### 柺棍

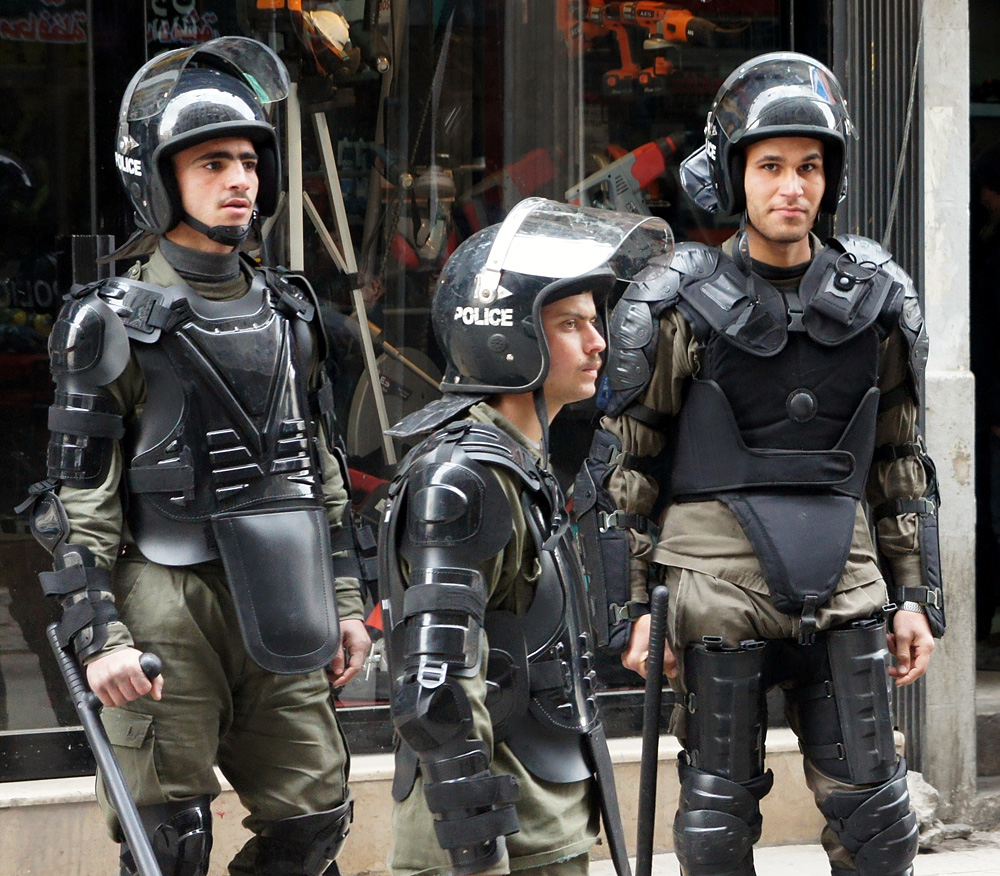
手持拐棍的敘利亞防暴警察

又稱T型棍、旋棍。柺棍在棍身上有一個約6英吋(15公分)，與棍身垂直的握柄。典型的棍身約24英吋(61公分)。此警棍的設計理念來自柺(tonfa)，是沖繩地方的傳統武器，拐流行在中國南部與東南亞。
拐棍有不可伸縮及可伸縮的兩種設計，材質包括木頭、聚碳酸酯、環氧樹脂、鋁…等材質。有些拐棍是一體成形的，有些是組合而成的。一體成型的在生產過程中鑄模固定，因此強度比組合而成的還要高，也不會有螺絲鬆脫的問題；組合而成的(通常價格較低)是由螺絲固定握柄，當使用者將其當直棍使用時，螺絲可能會鬆脫。
與直棍相比，柺棍的優點有:
- 有較多的防禦技巧可以運用
- 拐棍更容易固定，警方和罪犯纏鬥時不容易被搶走
- 掉落時不容易滾走
- 因為其設計，拐棍的使用方法有較高的防禦能力和較低的攻擊能力，因此可以減少在危急狀況下，警方「本能的」將其當作一般棍棒使用，而對嫌犯帶來過度的傷害

與直棍相比，柺棍的缺點有:
- 拐棍需要更多的訓練才能完全發揮拐棍的優勢
- 側握柄增加了體積和重量
- 若以使用一般棍棒的方式來使用拐棍，效率會比直棍還低。另外，如果執法人員以握住警棍末端，把側握把當打擊點的方式揮打嫌犯，可能會造成嚴重的傷害

### 伸縮警棍
伸縮警棍，又稱戰術伸縮警棍、甩棍，收棍時，將較小的外管（2至3個）收納進較大的外管（握柄）並固定；開棍時，內外管會展開並固定。伸縮警棍的材質通常由鋼打造，但一些輕量型的款式可能會由鋁合金或其他材質打造。
伸縮警棍有直棍和拐棍的設計，但直棍的類型最為常見。
某些設計的攜行套，可以讓執法人員在開棍的狀態下，將警棍放入攜行套中，這在執法人員不方便收棍的時候十分有利。
伸縮警棍靠向外揮動的動作，順著慣性開棍，並藉由摩擦力固定住各個關節。有些機械固定的伸縮警棍可以單純用手拉開便完成開棍和固定。
伸縮警棍是英國警察的主力武器。
許多執法人員會使用伸縮警棍破壞車窗，以便進入車內或將嫌犯拖出車外。
注意，伸縮警棍由於有殺傷力，有些國家和地區是列為受管制武器。一般平民是嚴禁持有擁有，否則是觸犯法律（例如香港）。

## 採用
警棍是大部分國家執法人員的標準裝備，亦是某些國家或者地區的平民的個人防身物品，惟有國家及地區對此立法限制。
- 現時的執法機構、保鏢及平民多因為攜帶方便的優點而採用伸縮警棍作防身用途。但為飛航安全，警棍與其他棍棒一樣不被允許隨身帶上民航飛機，只能做為托運行李。
- 一些警察部隊如紐約市警察局協警隊以至大多數國家的憲兵則較多使用象徵權力的直型警棍
- 至今亦有執法部門使用拐種警棍的案例，新加坡警察部隊及瑞士鐵路警察（Bahnpolizei）等即為例子。

## 另見
- 齊眉棍

## 外部連結
- ASP（页面存档备份，存于）
- Monadnock（页面存档备份，存于）
- PAUL TACTICAL（页面存档备份，存于）